# Chilliwack

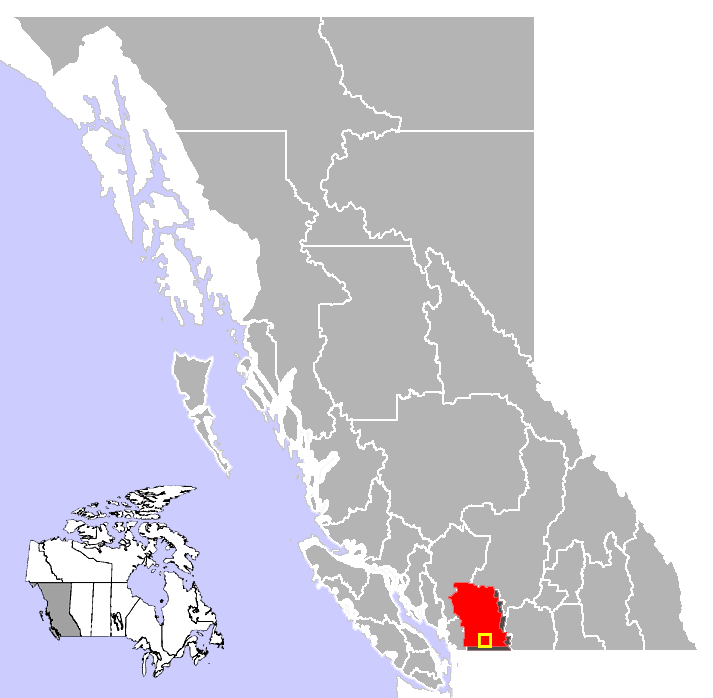
Localização de Chilliwack na Colúmbia Britânica.

Chilliwack é uma cidade do Canadá, província de Colúmbia Britânica. Localizada a 100 km leste de Vancouver, a área de Chilliwack é de 257.96 km quadrados, e sua população é de aproximadamente 70 mil habitantes.